# ルイス・イリサール
ルイス・イリサール・サモーラ（Luis Irizar Zamora, 1930年5月30日 - 2021年12月9日）は、キューバ共和国ハバナ生まれのバスクの料理人、教育者。
スペインのバスク地方で活動し、新バスク料理運動の牽引者となった。

## 経歴

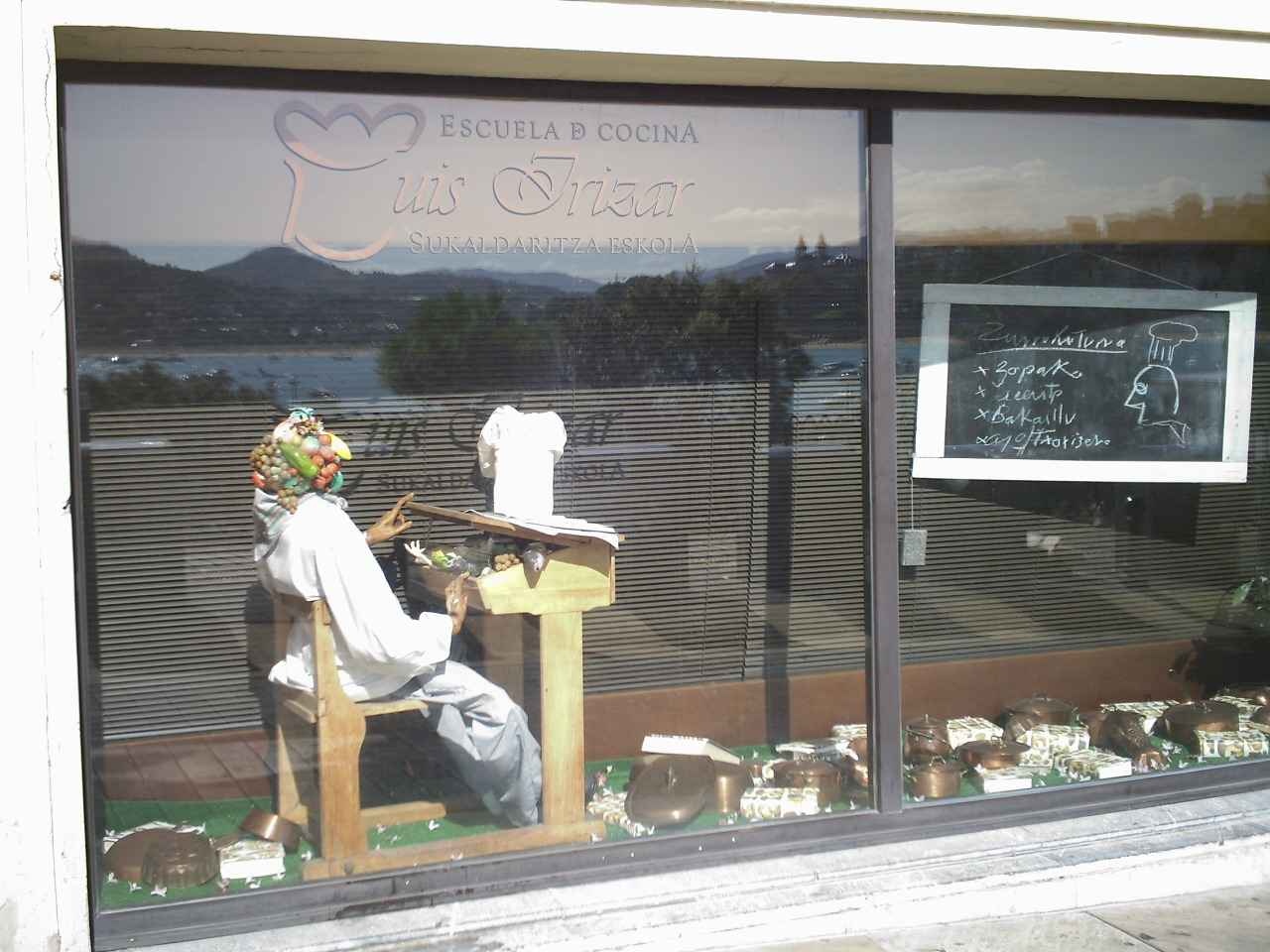
サン・セバスティアンにあるルイス・イリサール料理学校

両親はバスク地方のギプスコア県サン・セバスティアン出身である。父親は建築業を営んでおり、母親の家族はバスク・ペロタの選手向けの宿泊所を営んでいた。かつてスペインの植民地だったキューバの首都ハバナにて、1930年にルイス・イリサールが生まれた。4歳の時にサン・セバスティアンに戻り、16歳の時にマリア・クリスティーナ・ホテルの料理人見習いとなった。フランス・パリのレストラン・ル・ロイヤル・モンソー、イギリス・ロンドンのヒルトン・ホテルなどでも働き、ヒルトン・ホテルでは総料理長を務めた。
37歳だった1967年には、ギプスコア県サラウツにある「ホテル・ユーロマール」附属のホテル学校として、ユーロマール・ホテル学校を開校させた。この学校では料理技術だけではなく、ホテル経営全般を指導している。日本の北海道函館市出身の深谷宏治は、1975年に渡欧してイリサールの下で修業を行った後、1981年に「レストラン・バスク」を開業させた。深谷は「スペイン料理フォーラム in HAKODATE」の発起人であり、「函館西部地区バル街」の発案者でもある。
62歳だった1992年11月には、サン・セバスティアンにルイス・イリサール料理学校を開校させた。当時の料理界では「技術は盗んで覚える」のが常識だったが、ユーロマールでは午前中に講義と実技、午後にレストランで研修という革新的なプログラムを組んだ。この学校は後に新バスク料理運動に携わる者を何人も輩出しており、カルロス・アルギニャーノ、ペドロ・スビハナ、ホセ・ラモン・エリソンド、ラモン・ロテータなどがいる。
2021年12月9日、91歳で死去。